# الأولمبي الباجي
الأولمبي الباجي، هو ناد رياضي تونسي مقره مدينة باجة. تأسس عام 1929. ينافس على لقب الرابطة التونسية المحترفة الأولى.

## تاريخ
صعد الفريق لأول مرة للدرجة الأولى سنة 1985 ولعب بها من وقتها بدون إنقطاع بإستثناء موسم 2005-2006. تمكن الفريق من الحصول على كأس تونس ثلاث مرات كان أولها سنة 1993 بعد إنتصاره على مستقبل المرسى في الدور النهائي بضربات الجزاء وإزاحته فريق الترجي الرياضي في الدور النصف النهائي بعد أن فاز عليه في ملعب المنزه بالذات 1-0، والثانية سنة 2010 عندها فاز في النهائي على النادي الصفاقسي بنتيجة 1-0 في الملعب الأولمبي برادس، وفاز بالكأس الثالثة سنة 2023 بعد إنتصاره على الترجي الرياضي بنتيجة 1-0 في الملعب الأولمبي برادس بالذات. وصل أيضا للمباراة النهائية للكأس سنتي 1995 و1998 لكن دون الفوز. شارك الفريق مرتين في كأس الكونفيدرالية الإفريقية وإنسحب سنة 1994 في الدور الربع النهائي، وفضل الإنسحاب سنة 1996 دون اللعب في الدور الثاني لأسباب مادية. يدرب الفريق حالياً التونسي جمال خشارم. للنادي أيضا فريق ينشط في رياضة كرة السلة.

## تشكيلة الفريق

### أبرز اللاعبين القدامى
- نبيل بالشاوش.
- ماهر السديري.
- نبيل الكوكي.
- محمد الزوابي.
- عادل النفزي.
- موسى ديوب.
- محمد السليتي.
- مراد المالكي.
- فريد غازي.
- نبيل الميساوي.
- حمدي الورهاني.

## الألقاب والإنجازات
كأس تونس 
- البطل (ثلاث مرات): 1992-93،[3] 2009-10، 2022-23.[3]

- الوصيف (مرتين):1994-95،[4] 1997-98.[5]

كأس السوبر التونسي
- البطل (مرة واحدة): 1995.[6]

كأس الرابطة
- الوصيف (مرتين): 2002-03، 2003-04.[بحاجة لمصدر]

الرابطة التونسية 2
- البطل (ثلاث مرات): 1984-85، 2005-06، 2019-20.

## المنشئات والمرافق الرياضية

### الملعب الأولمبي بباجة
وهو الملعب الرسمي للنادي، يقع بمدينة باجة بتونس وتبلغ طاقة استيعابه 15500 متفرج.

## وصلات خارجية
- موقع رسمي للنادي